# Peter Eric Jonsson
Peter Eric Jonsson, även Per, född 24 februari 1812 i Trehörna socken, Östergötlands län, död 30 september 1878 i Källstads socken, Östergötlands län, var en instrumentmakare, amatörorgelbyggare, organist och klockare.

## Biografi
Jonsson föddes och döptes 24 februari 1812 i Pukeryd, Trehörna socken. Han var son till instrumentmakaren Nils Jonsson och Caisa Pehrsdotter. Bosatt på Ålåbäcken i Trehörna socken. Flyttar senast 1839 till Ekeberg i samma socken.
1840 flytta familjen till Kyleberg, Svanshals socken där Jonsson arbetade som dräng. Han tog organistexamen 1841. 
Han blev 1841 klockare i Källstads församling och bosätter sig där i sockenstugan under kyrkovallen. Jonsson avled 30 september 1878 i Källstad av vattusot och begravdes den 6 oktober samma år.

### Familj
Jonsson gifte sig 30 december 1836 i Svanshals med Johanna Andersdotter, född 5 mars 1813 i Svanshals och var dotter till torparen Anders Persson och Catharina Håkansdotter. De fick tillsammans barnen Frans August (född 1837), Augusta Carolina (1839–1915), Christina Lovisa (född 1842), Clara Aurora (1845–1917), Emilia (1848–1916) och Johanna (1848–1848).

## Orgelverk
| År   | Ursprunglig kyrka | Stift      | Bild | Manualer | Pedal              | Stämmor | Bevarad orgel/fasad | Övrigt |
| ---- | ----------------- | ---------- | ---- | -------- | ------------------ | ------- | ------------------- | --- |
| 1841 | Källstads kyrka   | Linköpings |      | 2        | Bihängd (Manual I) | 11      | Ja/Ja               | Jonsson byggde ut orgeln 1869. Då användes material från en orgel med 8 stämmor, byggd 1740 till Svanshals kyrka av Jonas Wistenius, Linköping. Wisteniusorgeln såldes 1866 från Svanshals kyrka. |
| 1862 | Trehörna kyrka    | Linköpings |      |          |                    | 8       | Nej/Ja              | Ny orgel byggdes 1939 av Olof Hammarberg, Göteborg. |

### Reparerade orgelverk
| År   | Ursprunglig kyrka | Stift      | Bild | Manualer | Pedal | Stämmor | Bevarad orgel/fasad | Övrigt |
| ---- | ----------------- | ---------- | ---- | -------- | ----- | ------- | ------------------- | ------ |
| 1854 | Orlunda kyrka     | Linköpings |      |          |       |         |                     |        |
| 1854 | Rogslösa kyrka    | Linköpings |      |          |       |         |                     |        |